# Hunfredo I de Torón
Hunfredo I de Torón, un caballero de origen normando, inicialmente apareció en 1115 como vasallo de Joscelino de Courtenay, Príncipe de Tiberíades; el castillo de Torón debe haber sido construido en los años posteriores a 1105, por lo que lo más probable es que ya fuera Señor de Torón por esas fechas, y hubiera tomado parte en la Primera Cruzada.
Fue el padre de Hunfredo II de Torón, cuya madre no es conocida.
Hunfredo era, sin lugar a dudas, un normando de Italia, y tal vez estaba emparentado a la Familia Hauteville que se habían asentado en el sur de Italia. En el siglo XV, uno de sus descendientes reclamó a Tancredo de Hauteville como antepasado. Según la tradición familiar, sus orígenes se encontraban en Dinamarca, es decir, eran vikingos.
- Datos: Q1637065